# Цар-тенк
Цар-тенк (рус. Царь-танк) или „Лебеденков тенк“, руски је тенк из Првог светског рата, посебно је остао упамћен по свом необичном дизајну.

## Конструисање и тестови
Пројектовање тенка је започето 1914, а први тенк је произведен 1915. године.
Конструисан је од стране руског војног инжењера Николаја Лебененка, физичара Николаја Жуковског, научника Бориса Сергејевича Стечкина, и Александра Микулина.
После пробних тестова, производња тенка је отказана, зато што је био заглављен у блату због задњег ваљка који је тежио четрдесетак тона после чега је био остављен у блату Московске области, а тек 1923 године совјетима прерађен у металу.

## Карактеристике
Тенк је био тежак преко 60 тона, висина је била 9 метара, дужина 17,8 метара, а ширина 12 метара.
Цар-тенк је за разлику од данашњих тенкова, уместо гусеница имао огромне точкове, који су добро савладавали неравне терене и са брзином од 17 km/h, чинили га једним од најбржих тенкова тога времена, међутим точкови су се често заглављивали на меком терену.
Тенк је могао да прими посаду до 15 људи, и користио је мотор од 190 kW.
Био је наоружан топом од 2 × 76,2 mm, и   са 10 митраљезима Максим.